# Национальная Ассамблея (Экваториальная Гвинея)
Национальная Ассамблея Экваториальной Гвинеи — первый парламент Республики Экваториальная Гвинея после обретения  независимости в 1968 году.

## История
Согласно Конституции Экваториальной Гвинеи 1968 года, Национальная ассамблея (также называемая Ассамблеей Республики) состояла из 35 депутатов, избираемых каждые пять лет всеобщим, прямым и тайным голосованием. Депутаты избирались в общей сложности по четырём округам: Рио-Муни (который избрал 19 депутатов), Фернандо-По (который избрал 12 депутатов), Аннобон (который избрал двух депутатов) и четвертый округ, состоящий из островов Кориско, Элобей-Гранде и Элобей Чико (который также избрал двух депутатов). Места были распределены по пропорциональному представительству.
Согласно 21 статье Конституции, «Собрание Республики отвечает за разработку законов, обсуждение и утверждение бюджета и контроль за действиями правительства».
Первые выборы в Ассамблею состоялись одновременно с первым туром президентских выборов 22 сентября 1968 года. Результаты были следующими:
| Партия                                     | Партия                                                      | Мест |
| ------------------------------------------ | ----------------------------------------------------------- | ---- |
|                                            | Национальное движение за освобождение Экваториальной Гвинеи | 10   |
|                                            | Движение Национального союза Экваториальной Гвинеи          | 10   |
|                                            | Народная идея Экваториальной Гвинеи                         | 8    |
|                                            | Союз Буби                                                   | 7    |
| Всего                                      | Всего                                                       | 35   |
| Источник: База данных о выборах в Африке . |                                                             |      |

Через четыре дня после провозглашения независимости, 16 октября 1968 года, президент Франсиско Масиас открыл первую сессию Национальной ассамблеи во дворце Сельскохозяйственной палаты Малабо. Пастор Торао Сикара был избран председателем палаты, Антонио Эворо — заместителем председателя и Армандо Бальбоа — секретарём. В конце заседания Масиас в сопровождении министра иностранных дел Атанасио Ндонго и министра внутренних дел Анхеля Масие принял заместителя госсекретаря США по делам Африки Джозефа Палмера, к которому обращался за помощью.
В 1969 году, после попытки государственного переворота Атанасио Ндонго, многие члены Ассамблеи (включая её председателя Пастора Торао) были арестованы и убиты. В январе 1970 года, уже установив свой диктаторский режим, президент Франсиско Масиас Нгема своим указом распустил все существующие политические партии, а все депутаты, согласно указу, вошли в состав Единой национальной партии трудящихся (PUNT). В мае 1971 года указом президента название Ассамблея Республики было упразднено и официально утверждено название Национальная ассамблея.
После вступления в силу Конституции Экваториальной Гвинеи 1973 года легислатура получила название Национальная народная ассамблея. Статья 56 конституции устанавливала, что «Национальная народная ассамблея будет состоять из шестидесяти депутатов, предложенных партией», а статья 60 устанавливала, что «Партия имеет право отозвать мандат своих депутатов в любое время за уклонение от политической линии по тому или иному серьёзному решению». Таким образом, вся власть досталась Единой национальной рабочей партии. Не считая всего вышеперечисленного, полномочия Ассамблеи не сильно изменились по сравнению с 1968 годом. В 1973 г. состоялись парламентские выборы, на которых был утвержден список депутатов, предложенный PUNT.
Ассамблея продолжала функционировать до свержения Масиаса в 1979 году.
Во время диктатуры Масиаса Нгемы были убиты две трети депутатов Национальной ассамблеи, избранных в 1968 году.